# Parlamentswahl in Ägypten 2015

Sitzverteilung:
Partei der Freien Ägypter: 65 Sitze
Partei „Die Zukunft der Nation“: 53 Sitze
Neue Wafd-Partei: 36 Sitze
Partei der Verteidiger des Vaterlands: 18 Sitze
Republikanische Volkspartei: 13 Sitze
Konferenzpartei: 12 Sitze
Partei des Lichts: 11 Sitze
Konservative Partei: 6 Sitze
Partei des demokratischen Friedens: 5 Sitze
Ägyptische Sozialdemokratische Partei: 4 Sitze
Ägyptische Patriotische Bewegung: 4 Sitze
Partei des modernen Ägyptens: 4 Sitze
Reform- und Entwicklungspartei: 3 Sitze
Freiheitspartei: 3 Sitze
Partei Meine Heimat Ägypten: 3 Sitze
Nationalprogressive Unionistenpartei: 2 Sitze
Arabisch-Demokratische Nasseristische Partei: 1 Sitz
Freie Ägyptische Partei des Aufbaus: 1 Sitz
Revolutionswächter-Partei: 1 Sitz
Unabhängige: 351 Sitze

Die Parlamentswahl in Ägypten 2015 fand in zwei Etappen am 17. bis 19. Oktober und am 21. bis 23. November 2015 statt. Stichwahlen gab es vom 26. bis 28. Oktober und 30. November bis 2. Dezember. Dabei wurden die 568 Sitze des Einkammerparlaments, des Repräsentantenhauses, für fünf Jahre bestimmt. Die letzte Parlamentswahl hatte Anfang 2012 stattgefunden, sie wurde aber im Sommer 2012 vom Verfassungsgericht für ungültig erklärt und das Repräsentantenhaus wurde aufgelöst. Seitdem hatte Ägypten de facto kein gewähltes Parlament mehr. Die Neuwahl wurde mehrfach angekündigt, zunächst für Frühjahr 2013, dann für Herbst 2013, dann für 2014, dann für Frühjahr 2015 und dann für Sommer 2015, jedoch mit Verweis auf die instabile innenpolitische Situation immer wieder verschoben.

## Hintergrund
Am 14. Juni 2012 ordnete das Verfassungsgericht die Auflösung des Unterhauses des Ägyptischen Zweikammernparlaments an. Grund hierfür war, dass die Wahlen nicht verfassungsgemäß abgehalten worden waren, da Parteien Kandidaten auch für das Drittel der Sitze ins Rennen geschickt hatten, das für unabhängige Kandidaten vorgesehen gewesen war. Am Tag darauf wurde das Parlament vom Obersten Rat der Streitkräfte formal aufgelöst und in der Folge den Mitgliedern des Parlaments der Zutritt verweigert. Das Oberste Verwaltungsgericht des Landes bestätigte am 22. September 2012 die Parlamentsauflösung durch das Verfassungsgericht, indem es eine Berufungsklage zurückwies.
Ende 2012 wurde von der Verfassunggebenden Versammlung Ägyptens eine neue Verfassung erarbeitet. Sie wurde in einem Referendum am 15. und 22. Dezember 2012 von der ägyptischen Bevölkerung angenommen und am 26. Dezember von Präsident Mursi per Unterschrift in Kraft gesetzt. Am 19. Januar 2013 verabschiedete der ägyptische Schura-Rat, das ebenfalls 2012 gewählte aber nicht aufgelöste Oberhaus des ägyptischen Parlaments, ein neues Wahlgesetz und legte es dem Verfassungsgericht zur Überprüfung vor. Dieses erklärte am 18. Februar fünf Artikel des Wahlgesetzes für verfassungswidrig, woraufhin der Schura-Rat diese änderte, das Gesetz anschließend aber nicht erneut dem Verfassungsgericht zur Überprüfung vorlegte.

## Terminverzögerungen
Am 20. Februar 2013 legte Präsident Mursi per Dekret fest, dass die Wahl verteilt auf insgesamt acht Termine vom 27. April bis 20. Juni 2013 stattfinden sollte, die Stichwahlen jeweils eine Woche später, sodass das Parlament am 6. Juli 2013 erstmals zusammentreten sollte. Nach Protesten der koptischen Minderheit, der Wahlauftakt falle mit ihren Osterfeierlichkeiten zusammen, verlegte Mursi am 23. Februar sämtliche Wahltermine nach vorne; die Wahl sollte nun am 22. April beginnen und das Parlament am 2. Juli erstmals zusammentreten.
Am 6. März 2013 erklärte jedoch das Verwaltungsgericht Kairo das Dekret Mursis über die Festsetzung der Wahltermine für ungültig und legte zudem das neue Wahlgesetz dem Verfassungsgericht zur erneuten Überprüfung vor. Daraufhin kündigte das ägyptische Wahlkomitee eine Verschiebung der Wahl an. Nach Aussage Mursis vom 27. März 2013 sollten die Wahlen voraussichtlich im Herbst 2013 stattfinden.
Nachdem Präsident Mursi im Zuge eines Militärputsches am 3. Juli seines Amtes enthoben und Adli Mansur vom Militärrat zu seinem vorübergehenden Nachfolger bestimmt worden war, kündigte Mansur in seiner ersten Rede am 4. Juli die Durchführung demokratischer Parlamentswahlen an, nannte jedoch keinen konkreten Termin.
Präsident Abd al-Fattah as-Sisi verkündete im November 2014, dass die Wahl bis März 2015 stattfinden werde. Der Zeitplan sah vor, die Wahl in Ägypten zwischen dem 21. März und 7. Mai 2015 in mehreren Etappen abzuhalten. Am 1. März 2015 erklärte das ägyptische Verfassungsgericht jedoch einige Klauseln des Wahlrechts für ungültig, weshalb die Wahl auf zunächst unbestimmte Zeit verschoben werden musste. Mitte März kündigte der ägyptische Premierminister Ibrahim Mahlab an, dass die Wahl voraussichtlich im Mai oder Juni 2015 abgehalten werde.
Im August 2015 kündigte die ägyptische Wahlkommission an, die Wahlen würden in zwei Phasen zwischen Oktober und Dezember 2015 abgehalten werden.

## Durchführung
Die Wahl findet nach den Artt. 101 bis 138 der 2014 in einem Referendum angenommenen neuen Verfassung der Republik Ägypten und dem Gesetz über das Repräsentantenhaus vom Juni 2014 statt, geändert durch das Präsidialdekret Nr. 92/2015. 448 der 568 Sitze des Repräsentantenhauses werden demnach durch die Wahl von Einzelbewerbern bestimmt, 120 durch Listenwahl, wobei gemäß Art. 102 Abs. 4 der Verfassung der Präsident – wie schon seit der Zeit Nassers – bis zu 5 Prozent der Parlamentssitze selbst bestimmt, somit bei dieser Wahl 28 Sitze, was für die Einbeziehung unterrepräsentierter Bevölkerungsgruppen wie Frauen in den politischen Prozess genutzt wird (siehe Art. 27 des Gesetzes über das Repräsentantenhaus). Insgesamt 5.936 Kandidaten treten an, die gemäß Art. 102 der Verfassung mindestens 25 Jahre alt und gemäß Art. 8 des Gesetzes über das Repräsentantenhaus in Wahllisten registrierte ägyptische Staatsbürger mit vollen Bürgerrechten, einem gewissen Ausbildungsgrad und ohne Vertrauensentzug durch das Parlament sein müssen. Dafür wurde das Land in 205 Wahlbezirke für Einzelsitze und 4 große Wahlbezirke für Listenverbindungen aufgeteilt. Aktiv wahlberechtigt sind alle Ägypter mit vollen Bürgerrechten ab 18 Jahren, insgesamt fast 55 Millionen. Die Wahllisten müssen gemäß Art. 5 des Gesetzes über das Repräsentantenhaus eine bestimmte Anzahl bestimmter Bevölkerungsgruppen wie Christen, Arbeitern, Bauern, Jugendlichen, Behinderten und Auslandsägyptern enthalten.
In 14 der 27 Gouvernements wird am 18. und 19. Oktober gewählt, für die Auslandsägypter dieser Gebiete beginnt die Wahl bereits am 17. Oktober. Eine mögliche Stichwahl findet am 26. bis 28. Oktober statt. In den übrigen 13 Gouvernements wird am 22. und 23. November gewählt (für Auslandsägypter bereits vom 21. an) mit der Stichwahl vom 30. November bis 2. Dezember.
Der Wahlkampf für Einzelsitze war trotz der Deckelung der Wahlkampfausgaben auf 2,5 Mio. ägyptische Pfund (siehe Art. 1 des Präsidialdekrekts Nr. 92/2015) bzw. etwa 57.000 Euro nur für Wohlhabende zu finanzieren. Etwa 200 Kandidaten gehörten zuvor dem Umfeld der Nationaldemokratischen Partei des autokratisch regierenden Hosni Mubarak an und gelten als Favoriten in denselben Wahlkreisen, in denen sie 2005 und 2010 gewonnen hatten, während die bis zum Armeeputsch 2013 kurzzeitig regierenden Muslimbrüder weiterhin verboten sind. Etwa ein Dutzend Wahllisten haben sich zur Wahl gestellt, die jedoch jeweils nur wenige tausend Mitglieder haben; am professionellsten sind die „Freien Ägypter“, die vom Milliardär Naguib Sawiris finanziert werden, und auch andere Unternehmer haben sich in Parteien und Medien engagiert. Die Parteien unterstützen großenteils das autokratische Regime des seit 2013 regierenden Präsidenten al-Sisi, sogar die einzige zugelassene islamisch geprägte Partei des Lichts hat den Putsch gegen den gewählten Präsidenten Mursi gutgeheißen. Viele oppositionelle Gruppen aus der Zeit der Revolution in Ägypten 2011 und des Arabischen Frühlings haben zum Wahlboykott aufgerufen, es wird mit einer Wahlbeteiligung von lediglich einem Drittel der Wahlberechtigten gerechnet.

## Bedeutung
Die Wahl ist die Chance einer (lange verzögerten) Rückkehr Ägyptens zu einer geordneten, zumindest teilweise partizipativen Regierung, nachdem der durch Putsch an die Macht gekommene Präsident al-Sisi bisher ohne demokratische Kontrolle mit harter Hand regiert und in 420 Tagen 263 Gesetze erlassen hat. Die Verfassung räumt dem Parlament formell große Machtbefugnisse ein: So hat es neben der legislativen Gewalt die Kontrollbefugnis über die Exekutive (Artt. 122–138 der Verfassung); es kann die Entlassung des – vom Vertrauen des Parlaments abhängigen (Artt. 131, 146 der Verfassung) – Premierministers und Kabinettsumbildungen durch den Präsidenten verhindern und diesen wegen Verfassungsbruchs verfolgen oder durch Vertrauensentzug vorzeitige Präsidentschaftswahlen erzwingen (Artt. 159, 161 der Verfassung); der Parlamentsauflösung durch den Präsidenten sind enge Grenzen gesteckt (Art. 137 der Verfassung). Das Parlament muss der Verkündung des Ausnahmezustands zustimmen und darf währenddessen nicht aufgelöst werden (Art. 154 der Verfassung). Deshalb hat al-Sisi vor der Wahl davor gewarnt, dass das neue Parlament ein Sicherheitsrisiko darstellen könne und die Parlamentarier deshalb sorgfältig ausgewählt werden müssten. Einige ägyptische Politikwissenschaftler urteilen, dass unter den vom Sicherheitsapparat handverlesenen Kandidaten kaum solche mit legislativer Kompetenz seien und deshalb der Präsident die von ihm eingesetzten Parlamentarier instruieren werde, die von ihm selbst vorbereiteten Gesetzesvorlagen durch das Parlament zu bringen. Die Zeitung Al-Monitor kommt zum Schluss, dass eine derart gezähmte Opposition das Regime nicht aus der Spur bringen, durch den Anschein freier Wahlen aber die internationale Skepsis gegenüber al-Sisis Regime besänftigen werde. Dieter Bednarz urteilt im Spiegel, dass die Wahl „mit Chancengleichheit nach westlichen Maßstäben … wenig gemein“ habe und „Jasagern und politischen Überlebenskünstlern, die mehr ihre Pfründe und den eigenen Vorteil im Sinn haben als das Volkswohl“ Vorteile verschaffe.

## Listen und Wahlbündnisse
Für die 120 an Parteilisten in vier Großwahlkreisen vergebenen Sitze (je 45 für Kairo mit dem mittleren Nildelta sowie für Oberägypten, je 15 für das westliche und für das östliche Nildelta) haben sich einige Parteien und unabhängige Kandidaten zu lockeren Bündnissen zusammengeschlossen und gemeinsame Wahllisten aufgestellt:
- „Für die Liebe zu Ägypten“ – in allen Wahlkreisen
  - Unterstützer von Präsident Sisi:[30] Partei der Freien Ägypter, Partei „Die Zukunft der Nation“, Neue Wafd-Partei, Konferenzpartei, Partei des modernen Ägyptens, Ägyptische Patriotische Bewegung, Konservative Partei, Reform- und Entwicklungspartei, Tamarod, Hizb al-Islah wan-Nahda, Sadats Demokratische Partei
- Koalition „Ägypten“ – in den Wahlkreisen Oberägypten, westliches Delta sowie Kairo und mittleres Delta
  - Partei des demokratischen Friedens, Partei „Meine Heimat Ägypten“, Partei der demokratischen Generation, al-Ghad-Partei, Arabisch-Demokratische Nasseristische Partei, Ägyptische Arabische Sozialistische Partei und weitere
- „Ruf Ägyptens“ – nur im Wahlkreis Oberägypten
  - Partei der Ägyptischen Revolution, Partei der Verteidiger des Vaterlands und weitere
- Unabhängiger Block „Nationales Erwachen“ – nur im Wahlkreis Oberägypten
  - parteilose Kandidaten
- Partei des Lichts – in den Wahlkreisen westliches Delta sowie Kairo und mittleres Delta
- „Ritter Ägyptens“ – nur im Wahlkreis westliches Delta
  - ehemalige Militärs[31]
- „Republikanische Allianz der Sozialen Kräfte“ – nur im Wahlkreis Kairo und mittleres Delta

Die 448 übrigen Sitze werden in Einzelwahlkreisen an individuelle Kandidaten vergeben, die entweder einer Partei angehören oder parteilos sein können.

## Ergebnis
| Partei | Partei                                | Typ                      | Stimmen   | Anteil | Kandidaten | Stichwahl- kandidaten | Sitze | Anteil |
| ------ | ------------------------------------- | ------------------------ | --------- | ------ | ---------- | --------------------- | ----- | ------ |
|        | Partei der Freien Ägypter             | Liberaldemokraten        | 1.009.083 |        | 113        | 64                    | 41    |        |
|        | Partei „Die Zukunft der Nation“       | pro-Sisi                 | 702.965   |        | 89         | 46                    | 26    |        |
|        | Neue Wafd-Partei                      | Nationalliberale         | 392.138   |        | 77         | 21                    | 16    |        |
|        | Republikanische Volkspartei           | pro-Sisi                 | 198.822   |        | 42         | 146                   | 11    |        |
|        | Partei des Lichts                     | islamistische Salafisten | 494.042   |        | 91         | 23                    | 8     |        |
|        | Partei der Verteidiger des Vaterlands | pro-Sisi                 | 89.875    |        | 51         | 5                     | 7     |        |
|        | Konferenzpartei                       | pro-Sisi                 | 105.975   |        | 53         | 7                     | 5     |        |
|        | Ägyptische Sozialdemokratische Partei | Liberaldemokraten        | 56.922    |        | 41         | 5                     | 3     |        |
|        | Partei des modernen Ägyptens          | säkular, pro-Sisi        | 25.993    |        | 25         | 2                     | 2     |        |
|        | Partei des demokratischen Friedens    | sozialistisch            | 155.847   |        | 57         | 8                     | 1     |        |
|        | Freiheitspartei                       | ehemalige NDP-Mitglieder | 68.926    |        | 6          | 3                     | 1     |        |
|        | Ägyptische Patriotische Bewegung      | pro-Sisi                 | 45.014    |        | 60         | 4                     | 1     |        |
|        | Partei Meine Heimat Ägypten           | ehemalige NDP-Mitglieder | 29.971    |        | 20         | 3                     | 1     |        |
|        | Konservative Partei                   | ehemalige NDP-Mitglieder | 23.042    |        | 14         | 2                     | 1     |        |
|        | Freie Ägyptische Partei des Aufbaus   |                          |           |        | 11         | 1                     | 1     |        |
|        | Führungspartei                        |                          |           |        | 9          | 1                     | 0     |        |
| Gesamt | Gesamt                                | Parlament                |           | 100 %  |            |                       |       | 100 %  |

## Nach der Wahl
Am 10. Januar 2016 konstituierte sich das Parlament.
Der Juraprofessor Ali Abdel-Al wurde mit 401 Stimmen zum Parlamentspräsidenten gewählt.